# Benqué-Molère
Benqué-Molère é uma comuna francesa na região administrativa da Occitânia, no departamento dos Altos Pirenéus. Estende-se por uma área de 3.79 km², e possui 130 habitantes, segundo o censo de 2018, com uma densidade de 34 hab/km².
Foi criada, em 1 de janeiro de 2017, a partir da fusão das antigas comunas de Benqué e Molère.